# Parafia Świętych Apostołów Piotra i Pawła w Maleszach
Parafia Świętych Apostołów Piotra i Pawła – parafia prawosławna w Maleszach, w dekanacie Bielsk Podlaski diecezji warszawsko-bielskiej.
Na terenie parafii funkcjonują 2 cerkwie:
- cerkiew Świętych Apostołów Piotra i Pawła w Maleszach – parafialna
- cerkiew św. Symeona Słupnika w Brańsku – filialna

## Historia

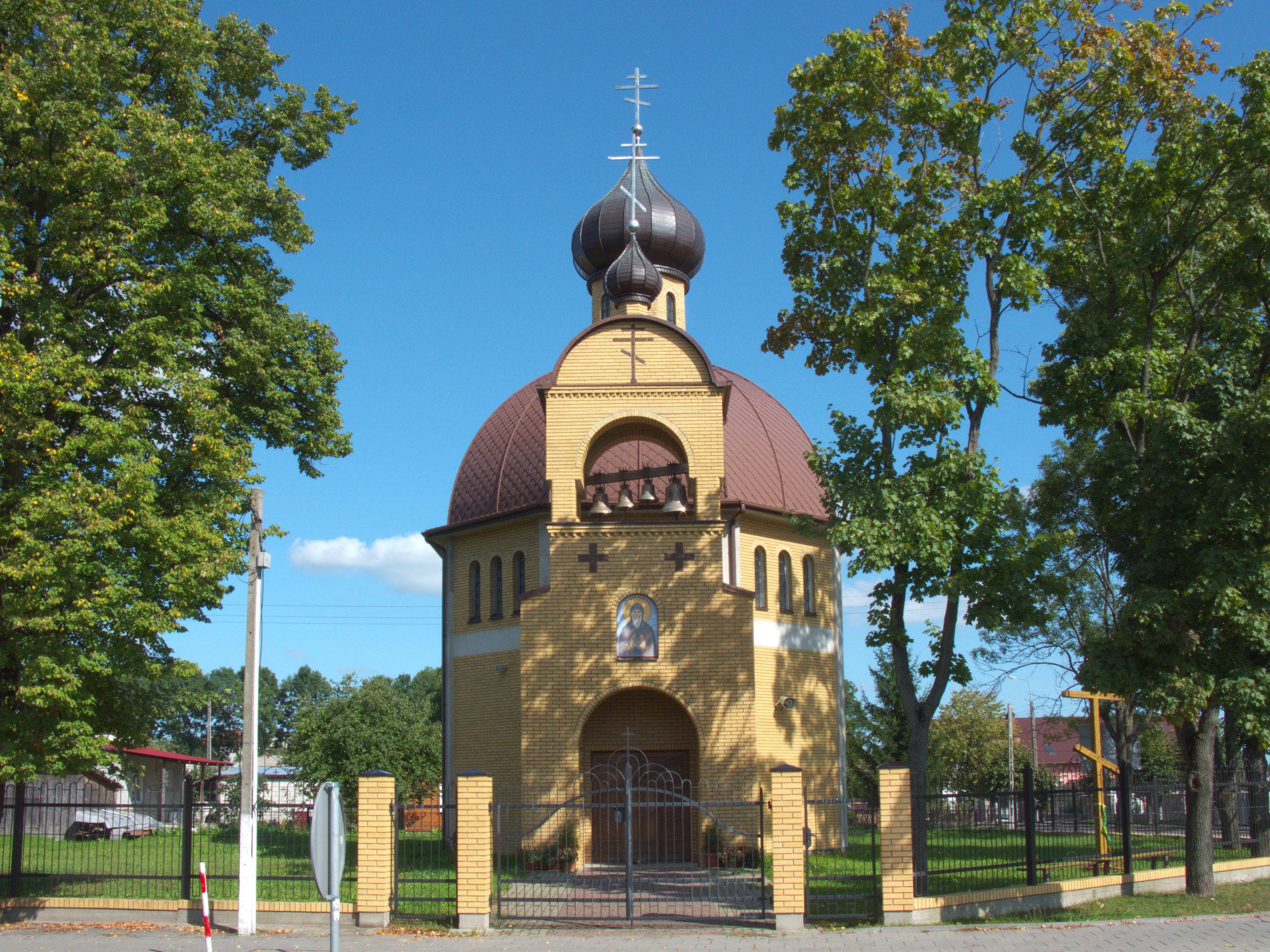
Cerkiew filialna św. Symeona Słupnika w Brańsku

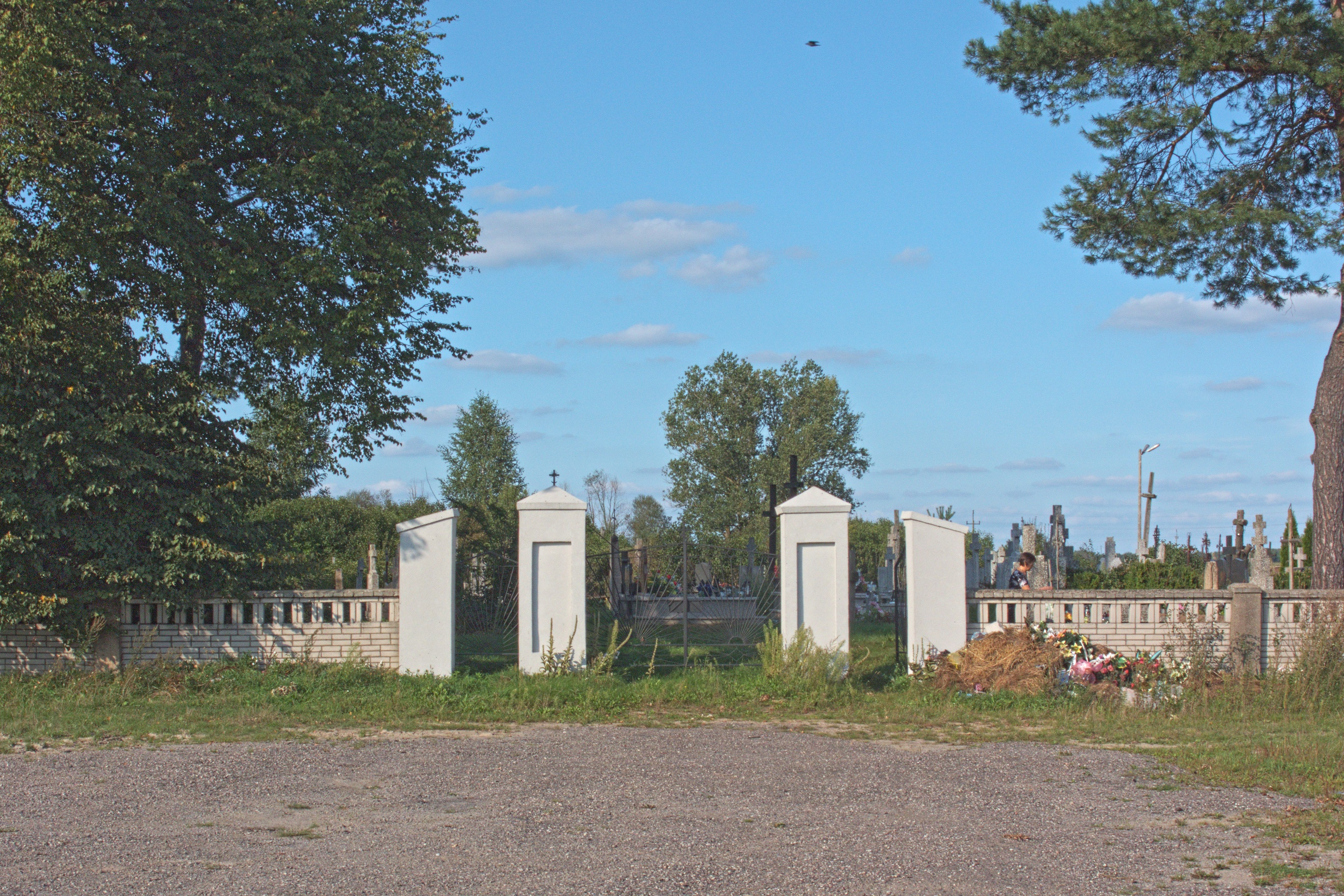
Zabytkowy cmentarz prawosławny w Brańsku

Parafia została erygowana przed 1727, o czym mówi najwcześniejsza lustracja cerkwi. Wspólnota obejmowała wówczas wsie: Malesze, Szpaki, Puhacze i Chojewo. W 1839, po likwidacji unii na Białostocczyźnie parafia została przyłączona do Rosyjskiego Kościoła Prawosławnego. W 1847 liczyła 634 wiernych. Pod koniec lat 60. XIX w. rozebrano pounicką cerkiew drewnianą (będącą w bardzo złym stanie technicznym) i na jej miejscu wzniesiono świątynię murowaną. W celu wyprodukowania cegieł przeznaczonych na budowę cerkwi zbudowano w Maleszach cegielnię. Nową świątynię konsekrowano 29 czerwca 1870 pod wezwaniem Świętych Apostołów Piotra i Pawła. Pod koniec XIX w. na terenie parafii istniały 3 szkoły cerkiewne: w Maleszach, Bujnowie i Chojewie. Na początku XX w. parafia liczyła około 1250 wiernych zamieszkujących wsie: Malesze, Abramiki, Bujnowo, Chojewo, Łukawicę, Puhacze, Szpaki i Trocze. Działalność parafii przerwał wybuch I wojny światowej i udanie się większości wiernych na bieżeństwo.
Po zakończeniu wojny i odzyskaniu przez Polskę niepodległości parafia w Maleszach przestała być etatową. Dopiero w 1929 nadano jej status etatowej filii parafii św. Archanioła Michała w Bielsku Podlaskim, po przyłączeniu do niej części miejscowości po zlikwidowanych parafiach w Brańsku i Hodyszewie. Po takim powiększeniu terytorialnym, w 1936 liczba wiernych placówki filialnej w Maleszach wynosiła 1957 osób.
Murowana cerkiew Świętych Piotra i Pawła uległa zniszczeniu w czasie działań wojennych w 1944. Bezpośrednio po wojnie parafia w Maleszach odzyskała samodzielność, jednak około 20 rodzin zostało przymusowo przesiedlonych do ZSRR. 2 lutego 1946 oddział Narodowego Zjednoczenia Wojskowego pod dowództwem Romualda Rajsa („Burego”) zamordował 30 parafian (ze wsi Szpaki i Zanie).
Na początku lat 50. XX w. wzniesiono obecną drewnianą cerkiew parafialną, konsekrowaną w 1954. W 1968 do parafii należało 656 wiernych, jednak od tego czasu wskutek migracji ludności do ośrodków miejskich (Białystok, Bielsk Podlaski) liczba parafian uległa zmniejszeniu. W 1988 przy cerkwi zbudowano dwukondygnacyjny dom parafialny. W latach 90. XX w. wyremontowano wnętrze cerkwi parafialnej (m.in. pozłocono ikonostas).
W latach 1997–2005 zbudowano w Brańsku (przy ulicy Tadeusza Kościuszki 2) murowaną cerkiew filialną pod wezwaniem św. Symeona Słupnika, w bezpośrednim sąsiedztwie cerkwi drewnianej, rozebranej w 2011.
W 2012 ukończono remont zewnętrzny cerkwi parafialnej (m.in. pomalowano elewację na niebiesko).
Obecnie parafianie mieszkają w Maleszach, Bujnowie, Szpakach, Świrydach, Brańsku i Zaniach (wierni z tych dwóch ostatnich miejscowości korzystają z cerkwi filialnej). Pod koniec XX w. parafia liczyła ok. 350 osób.
Parafia posiada dwa cmentarze: w Maleszach (o powierzchni 2,66 ha, przy drodze do Bujnowa) oraz w Brańsku (przy ulicy Armii Krajowej).

## Wykaz proboszczów
- 1958–1961 – ks. Anatol Konach
- 1962–1999 – ks. Bazyli Niegierewicz
- 1999–2017 – ks. Jerzy Charytoniuk[2]
- od 2017 – ks. Marek Jakimiuk[2]